# FK Zorja Bilozirja
FK Zorja Bilozirja (ukrajinsky: Футбольний клуб «Зоря» Білозір'я) byl ukrajinský fotbalový klub sídlící ve vesnici Bilozirja. Klub byl založen v roce 1965, zanikl v roce 2014 sloučením do FK Slavutyč Čerkasy.

## Získané trofeje
- Mistrovství Čerkaské oblasti ( 1x )
  - 2012
- Pohár Čerkaské oblasti ( 2x )
  - 2010, 2012

## Umístění v jednotlivých sezonách
Legenda: Z - zápasy, V - výhry, R - remízy, P - porážky, VG - vstřelené góly, OG - obdržené góly, +/- - rozdíl skóre, B - body, červené podbarvení - sestup, zelené podbarvení - postup, fialové podbarvení - reorganizace, změna skupiny či soutěže
| Ukrajina (2013 – 2014) |               |        |    |   |   |   |    |    |     |    |        |
| Sezóny                 | Liga          | Úroveň | Z  | V | R | P | VG | OG | +/- | B  | Pozice |
| 2013                   | AAFU – sk. II | 4      | 10 | 7 | 1 | 2 | 15 | 8  | +7  | 22 | 1.     |
| 2013                   | Final – sk. B | 4      | 3  | 2 | 0 | 1 | 5  | 3  | +2  | 6  | 2.     |
| 2014                   | AAFU – sk. II | 4      | 10 | 8 | 2 | 0 | 14 | 4  | +10 | 26 | 1.     |
| 2014                   | Final – sk. A | 4      | 3  | 1 | 1 | 1 | 4  | 3  | +1  | 4  | 3.     |